# Стрельба из лука (вид спорта)
Стрельба из лука —  активный вид спорта, в котором производится стрельба из лука стрелами на точность или дальность. Победителем является спортсмен или команда, которая наберёт больше очков, согласно правилам соревнований. Олимпийский вид спорта с 1900 года.

## Развитие
Центральным управляющим органом стрельбы из лука как вида спорта в мире является Всемирная федерация стрельбы из лука (до 2013: FITA — фр. Fédération Internationale de Tir à l’Arc — Международная федерация стрельбы из лука). Она объединяет 168 национальных федераций (2023 год), штаб-квартира — Лозанна, Швейцария, президент — Угур Эрденер (Турция), официальные языки — английский и французский.
EMAU (European and Mediterranean Archery Union) — Европейский и Средиземноморский союз стрельбы из лука. Основан в 1988 году.
Российская федерация стрельбы из лука — президент Владимир Николаевич Ешеев.
Наиболее распространённые международные дисциплины, по которым проводятся Олимпийские игры, Чемпионаты мира и Европы — это стрельба по «мишеням FITA» со стандартных дистанций, о которых и идёт речь в статье. Менее распространены такие виды как полевая стрельба, скиарк (лучный биатлон), стрельба по фигурным мишеням, вертикальная стрельба по мишеням, также находящиеся под эгидой World Archery.

### Крупнейшие соревнования
- Чемпионат мира по стрельбе из лука (на открытом воздухе) проводится раз в два года по нечётным годам.
- Кубок мира по стрельбе из лука (на открытом воздухе) проводится ежегодно.

## История

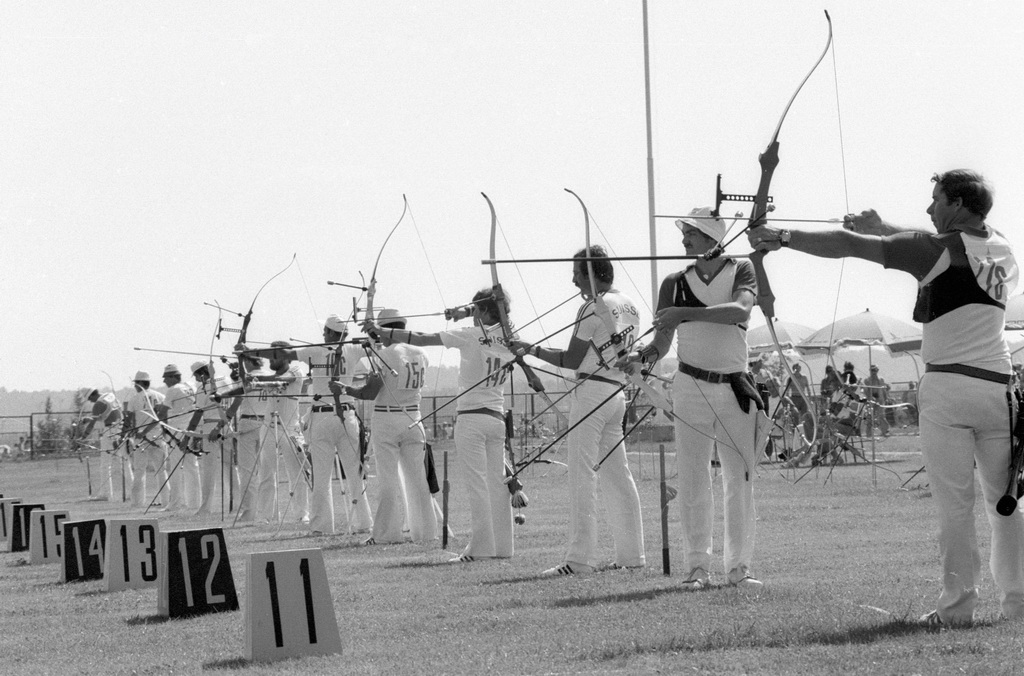
Соревнования по стрельбе из лука на ОИ 1980

Международная федерация стрельбы из лука (FITA) была создана 4 сентября 1931 году во Львове, чемпионаты мира также начали проводиться с 1931 года. К середине 1950-х годов сложились стандартные упражнения М1 и М2, которые вошли в программу крупнейших соревнований.
Стрельба из лука — олимпийский вид спорта с 1900 года. В 1900, 1904, 1908 и 1920 годах в программу Игр входили различные нестандартные дисциплины (стрельба с 50, 60, 80 ярдов и другие). С 1924 года этот вид был исключён из программы, по причине отсутствия общих правил, и вернулся с Игр 1972 года с дисциплиной М2 в личном первенстве.
В СССР стрельба из лука стала популярным видом спорта с 1960-х годов. В 1971 году впервые чемпионкой мира стала Эмма Гапченко, крупные центры развития этого вида спорта появились в Москве, Средней Азии, Закавказье и Забайкалье. Наибольшего успеха советские спортсмены добились на Олимпийских играх в Москве, где чемпионкой в личном первенстве у женщин стала Кетеван Лосаберидзе.
Начиная с середины 1980-х годов в стрельбе из лука вводятся новые правила, призванные добавить зрелищности и динамизма — дуэльные поединки по олимпийской системе. С 1988 года в программу Олимпийских игр добавились командные соревнования.
В 1990—2000-е годы правила постоянно меняются. После Олимпиады 2008 года планируется дальнейшее изменение, что сделает стрельбу из лука ближе к биатлону. Подсчёт очков будет сделан по принципу «попал — не попал».
Сильнейшие лучники в 1950—1980 годы входили в команду США. В настоящее время лидерство в этом виде спорта принадлежит спортсменам Республики Корея, США, Китая, Италии.

## Инвентарь

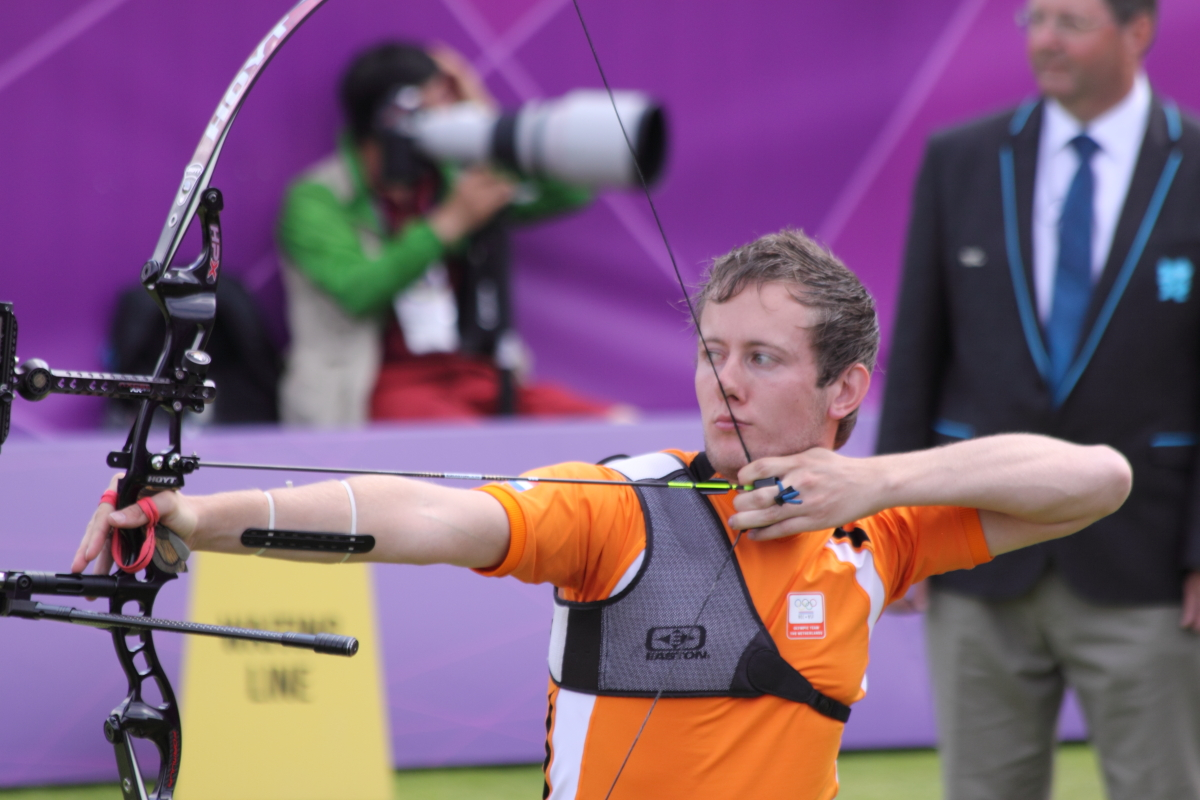
Рик ван дер Вен стреляет из классического лука во время Олимпийских игр 2012 года

На официальных международных соревнованиях World Archery в стрельбе по мишеням используются следующие типы луков:
- Олимпийский или классический (англ. Olympic or Recurve bow). Сила натяжения около 15—20 кг. Скорость полёта стрелы достигает 240 км/ч[2].
- Блочный (англ. Compound bow). Использует специальный механизм, обеспечивающий более правильный разгон стрелы и большую силу натяжения лука при меньшем усилии удержания со стороны спортсмена. Сила натяжения около 25-30 кг[5]. Скорость полёта стрелы до 320 км/ч[6].

Другие важные аксессуары лучника это:
- комплект стрел и колчан;
- релиз (размыкатель) — устройство, выпускающее тетиву на блочном луке;
- крага, предохраняющая левое предплечье у правши.

## Правила

### Общие

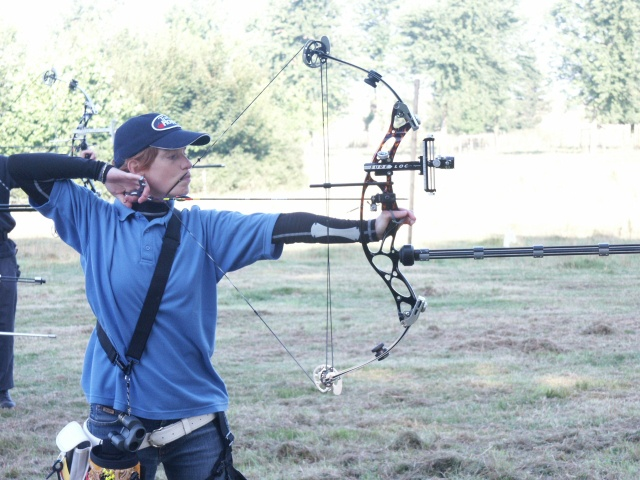
Блочный лук. Хорошо видна разница с олимпийским луком: в прикладке ладонь натягивающей руки обращена наружу

Крупнейшие международные соревнования по стрельбе из лука проводятся для различных типов лука (блочный и классический) как в помещении (18 метров), так и на открытом воздухе (30, 50, 60, 70, 90 метров). Стандартными на международных соревнованиях являются дистанции, измеряемые в метрах.
Стрельба ведётся сериями по три или по шесть стрел. По стандартам World Archery на серию из 3 стрел даётся 2 минуты, на серию из 6 стрел 4 минуты.
Большое внимание необходимо уделять безопасности, так как спортивный лук потенциально смертельно опасное оружие. Неопытному человеку лучше даже не пытаться натянуть тетиву. Запрещено направлять лук (даже без стрел) в людей. Запрещено стрелять вертикально вверх, где бы то ни было. Начинать стрельбу и следовать к мишеням за стрелами можно только по командам судей или лиц, ответственных за проведение тренировки.

### Мишени
Стрельба ведётся по стандартным мишеням World Archery. Бумажные мишени состоят из концентрических кругов разного цвета. Размеры приведены в таблице. Размер мишени
для олимпийской дистанции 70 метров — 122 см.

Официальная мишень World Archery

Внутри «десятки», также имеется ещё одна «внутренняя десятка» (зона X) вдвое меньшего диаметра (для 122 см мишени десятка 122 мм и внутренняя десятка 61 мм). Попадание стрелы во внутреннюю десятку учитывается при спорных ситуациях равенства очков, в карточки участников записывается как Х.
Мишени крепятся на щитах, выполненных из такого материала, чтобы стрела после попадания надёжно оставалась в щите, не разрушалась или деформировалась и не проходила сквозь него. Угол наклона щита к земле 10—15°.
Если древко стрелы касается габарита (границы окружности) в момент оценки (судья оценивает попадания по древку, а не по разрыву мишени), то спортсмен получает большее из двух возможных значений очков.
Каждый прокол стрелой на мишени, после очередной серии, помечается. Это делается для того, чтобы если стрела проходит насквозь или не пробивает (отскок)  мишень и щит, то можно было отличить, какие пробоины новые, а какие остались от предыдущих попаданий.

### Дистанции
Стандартные дистанции для стрельбы
- в помещении
  - 18, 30, 50 метров (мужчины и женщины)
- на открытом воздухе
  - 30, 50, 70, 90 метров (мужчины)
  - 30, 50, 60, 70 метров (женщины)

### Дисциплины
| Дисциплины — закрытые помещения |    |    |
| расстояние до мишени м          | 18 | 25 |
| размер мишени см                | 40 | 60 |
| Круг FITA-18 (кол-во стрел)     | 60 |    |
| Круг FITA-25 (кол-во стрел)     |    | 60 |

Существует общий порядок проведения соревнований. Сначала проводится квалификация, а затем, среди оставшихся спортсменов, по олимпийской системе, разыгрывается победитель. Так, в частности, проводятся чемпионаты Мира, Европы и Чемпионаты России.

### Квалификация

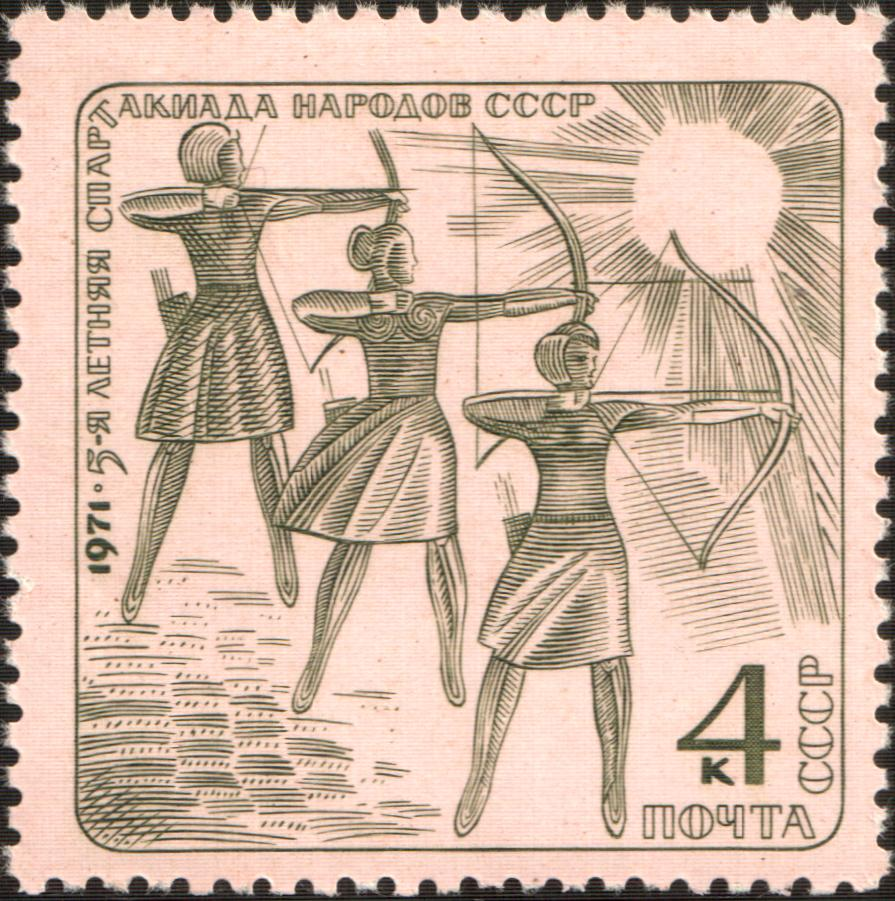
Почтовая марка СССР, 1971 год. V летняя Спартакиада народов СССР

Обычно это круг FITA М-1 (144 стрелы) на открытом воздухе или круг FITA 18/FITA 25 (60 стрел) в помещении. В личных соревнованиях учитывается результат одного спортсмена, в командных — сумма всех членов команды.
Дисциплины — соревнования на открытом воздухе
| расстояние до мишени м             | 30 | 50 | 60  | 70  | 90  | всего |
| размер мишени см                   | 80 | 80 | 122 | 122 | 122 |       |
| Круг FITA-1 мужчины (кол-во стрел) | 36 | 36 |     | 36  | 36  | 144   |
| Круг FITA-1 женщины (кол-во стрел) | 36 | 36 | 36  | 36  |     | 144   |

### Финал
В зависимости от регламента соревнований после квалификации остаётся 16, 32, 64 или иное число лучших участников (команд), кратное 2^n. Далее среди них по олимпийской системе проводятся финальные дуэльные встречи один на один: 
- Личные по 12 стрел на дистанции 70 метров;
- Командные 3 члена команды x по 8 стрел (24) на дистанции 70 метров.

В случае равенства очков устраивается дополнительная перестрелка. По одной стреле на участника. Если набрано равное количество очков, то победитель определяется по стреле, которая расположена ближе к центру мишени.

### Олимпийские игры

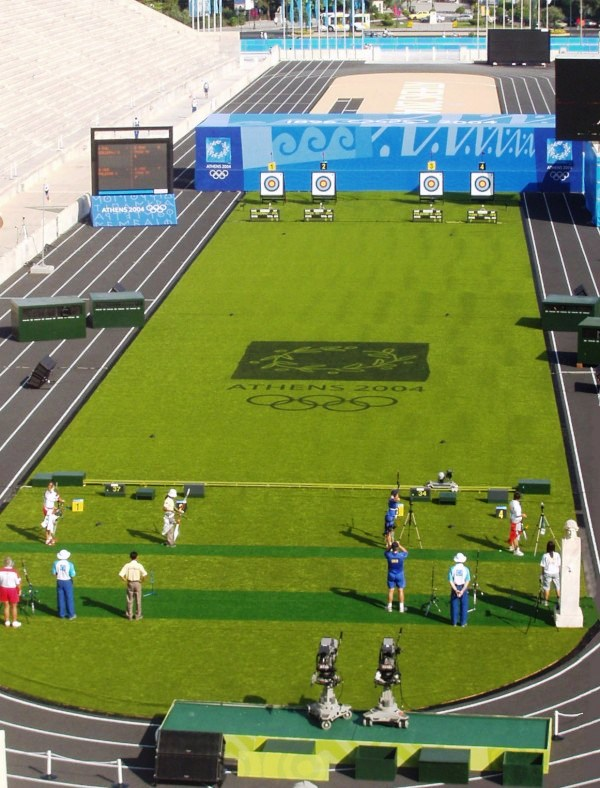
Дуэльные поединки стрелков из лука в программе Олимпийских игр в Афинах (2004). Дистанция 70 м.

На Олимпийских играх разыгрывается 4 комплекта медалей, только в классическом луке и только на дистанции 70 метров:
- Личные (мужские и женские);
- Командные (мужские и женские), в команде 3 участника;
- Смешанные команды, 1 мужчина и 1 женщина.

Спортсмены квалифицируются на Олимпийские игры по результатам сезона. Правила проведения постоянно меняются. На Играх 2008 года соревнования были организованы следующим образом.
В квалификации команды каждый из трёх членов делает по 72 выстрела и по результатам рассеиваются 12 команд в сетку 1/4 финала, и далее разыгрывают победителя по олимпийской системе (один на один по 8 стрел на каждого из 3 членов команды).
В личных соревнованиях в квалификации спортсмены делают по 72 выстрела и по их результатам рассеивают 64 участника в сетку 1/32 финала, и далее разыгрывают победителя по олимпийской системе (один на один по 12 стрел).